# Daoud el-Zahiri
Daoud el-Isfahani
Daoud el-Zahiri (en arabe : داود الظاهري, Dāwūd al-Ẓāhirī) est un érudit et imam arabe,,, dont la famille est originaire d'Irak et qui s'est installée à Ispahan lors des conquêtes arabo-musulmanes de la Perse  , né vers 815-818 (200-202 en année de l'Hégire) à Koufa et mort en mars 884 (ramadan 270 AH) à Bagdad. Élève des plus grands savants de son époque, notamment d'Abou-Thawr, il est le fondateur de l'éphémère école zahiriste.

## Identité
Son ism (prénom) est Daoud et son konya (surnom) Abou-Souleïmân. Son nasab (filiation) est Daoud ibn Ali ibn Khalaf. Son nisba (origine)  el-Isfahani indique que sa famille est originaire d'Ispahan (Iran actuel). Le surnom el-Zahiri vient du fait qu'il est fondateur de l'école zahiriste (en arabe Ẓāhirīyya, ou plus rarement Dāwūdīyya).

## Biographie
La famille de Daoud est originaire d'un village près d'Ispahan, en Iran actuel, alors une région du califat islamique. Daoud naît à Koufa, dans le califat islamique des Abbassides, autour de 815-818. Son père Ali ibn Khalaf est un hanéfite, Daoud se désignait comme un fanatique du chaféisme. Ses biographies louent sa piété, son ascétisme et son humilité.
Il étudie le hadith à Bassora, Bagdad et Nichapour, avant de s’installer définitivement à Bagdad, où il était très réputé parmi les professeurs et les mouftis. 
Ses 150 œuvres sont aujourd’hui disparues, on ne les connaît que par des citations de sa doctrine par les auteurs postérieurs, notamment Ibn Hazm. Elles étaient réputées pour être extrêmement longues, touchant des points divers de la loi islamique. 
Daoud meurt à Bagdad en mars 884, où il est enterré.

## Le zahirisme
Daoud fonde une école de pensée radicale, le zahirisme. Comme l’imam Chaféi, il rejette le raï (l’opinion personnelle), mais, contrairement à lui, rejette aussi l’analogie (qiyâs). Daoud suit le sens littéral (zahir) du Coran et des hadiths. Le concept de consensus (ijma) est lui-aussi limité aux compagnons de Mahomet. Daoud rejette encore le taqlid, l’allégeance sans discussion à une école de loi religieuse. 
L’imam Ibn Hanbal refusa de le rencontrer car Daoud el-Zahiri croyait que le Coran « préservé sur une Tablette » est incréé, mais qu’il existe sous forme des copies humaines. Son fils, Mohammed ibn Daoud el-Zahiri, homme de lettres aussi célèbre, continuera son œuvre.